# 青洲 (マカオ)

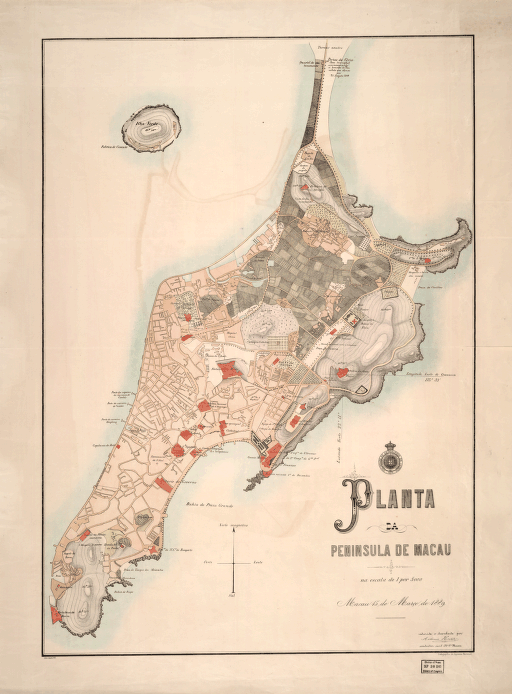
1889年にのマカオ地図。青洲はマカオ半島の北西部に位置する島。

青洲（せいしゅう、ポルトガル語：Ilha Verde、意味は“緑の島”、広東語の音読み：チンチョウ）はマカオの北西部に位置する地区で、地元の工業区である。小島だったが、1919年にポルトガル人がマカオ港湾の浚渫のために、埋め立て、マカオ半島と繋がった。

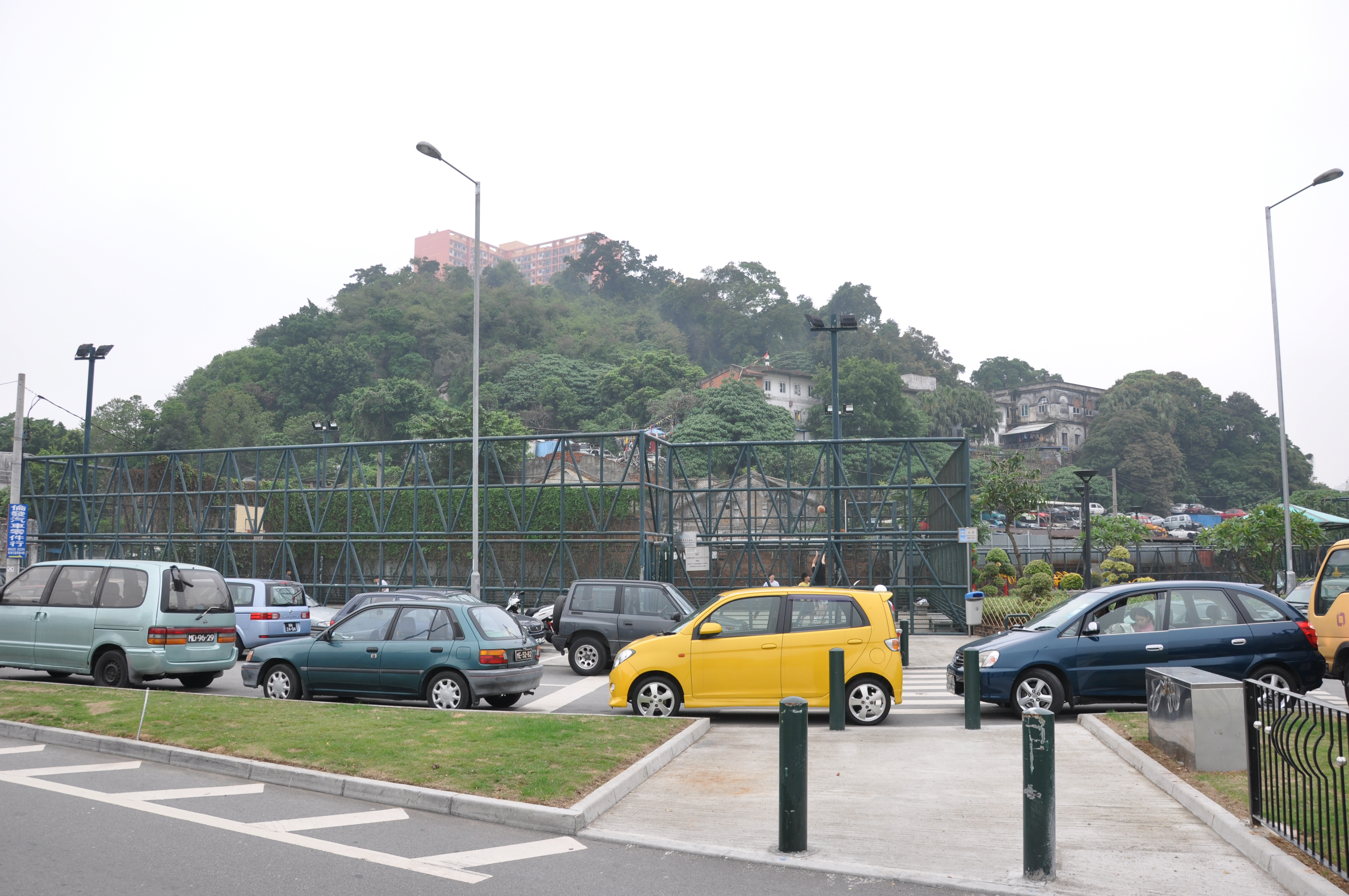
南西面から青洲を眺める

青洲山（ポルトガル語：Colina da Ilha Verde）は埋め立ての前に元の陸地であった。標高は55メートル。19世紀、この山頂にポルトガル人が砲台を据え、マカオの北西部の守りを固めていた。